# Герб Анопино
Герб Анопино — официальный символ сельского поселения муниципального образования «Посёлок Анопино» Гусь-Хрустального района Владимирской области Российской Федерации.
Герб утверждён Решением Совета народных депутатов муниципального образования посёлок Анопино № 107 от 14 декабря 2012 года.
Герб внесён в Государственный геральдический регистр Российской Федерации под регистрационным номером 8036.

## Описание
«В пурпурном поле выходящая справа червлёная, мурованная золотом, печь, из золотого устья которой влево и вверх поверх края печи выходит золотое же пламя; слева — серебряный стеклодув, выдувающий стекло в виде золотого безанта, обратив трубку вправо и вниз».
Герб муниципального образования посёлок Анопино, может воспроизводиться в двух равно допустимых версиях:
 — без вольной части;
 — с вольной частью — четырёхугольником, примыкающим изнутри к верхнему правому углу герба муниципального образования посёлок Анопино с воспроизведёнными в нём фигурами из герба Владимирской области.
Версия герба с вольной частью применяется после внесения герба Владимирской области в Государственный геральдический регистр Российской Федерации и соответствующего законодательного закрепления порядка включения в гербы муниципальных образований Владимирской области вольной части с изображением фигур из герба Владимирской области. Герб муниципального образования посёлок Анопино, в соответствии с Методическими рекомендациями по разработке и использованию официальных символов муниципальных образований (Раздел 2, Глава VIII, п.п. 45-46), утверждёнными Геральдическим советом при Президенте Российской Федерации 28.06.2006 года, может воспроизводиться со статусной короной установленного образца.
Герб Анопино был разработан на основе эмблемы посёлка при содействии Союза геральдистов России.
Авторская группа: идея герба — Сергей Багин (п. Анопино); геральдическая доработка — Константин Мочёнов (Химки); художник и компьютерный дизайн — Ирина Соколова (Москва); обоснование символики: Вячеслав Мишин (Химки).

## Символика
Посёлок Анопино был основан в 1814 году, когда недалеко от деревни Жары была построена стекольная фабрика, впоследствии ставшая одним из ведущих предприятий России по выпуску стеклянной посуды: штофы, бутылки и другую питейную посуду.
Градообразующее предприятие посёлка — ООО «РАСКО», первоначально это была фабрика купцов Барсковых, в советское время — фабрика им. Калинина. В настоящее время это современное производство стеклянной тары, высокотехнологичное автоматизированное производство. Изображённый на гербе стеклодув, стоящий перед пылающей печью, символизирует связь поколений, весь пройдённый путь от первых мало оснащённых мастерских до современного высокопроизводительного производства, нелёгкий труд стеклодувов.
Пурпур — символ древности, власти, славы, почёта.
Красный цвет — символ труда, мужества, жизнеутверждающей силы, красоты и праздника.
Золото — символ высшей ценности, величия, богатства.
Серебро — символ чистоты, открытости, божественной мудрости, примирения.

## История герба
До официального утверждения герба существовала эмблема посёлка Анопина, разработанная Сергеем Брагиным. На эмблеме изображён стеклодув рядом с печью, в главе — лента с надписью «Анопино», в основании — год основания посёлка — 1814.